# Brian Klugman
Brian Klugman (15 de septiembre de 1975) es un actor estadounidense.

## Biografía
Klugman nació en los suburbios de Filadelfia, Pensilvania. Su padre es un corredor de bienes raíces, y su madre es una maestra. El tío de Klugman es el actor ganador de un Premio Globo de Oro, Jack Klugman.
Klugman tiene dos hermanos y una hermana: Michael "Mike" Klugman (n. 1985), Jeffrey "Jeff" Klugman (n. 1972) y Laurie Klugman (n. 1977). Asistió a la Academia Germantown en la secundaria, y a la Universidad Carnegie Mellon durante dos años. Brian tiene como sobrenombre "Klugger." El papel más reciente de Brian ha sido en House en el episodio "97 Seconds" como Thomas Stark, también ha aparecido en Cloverfield, The Bogus Witch Project, Dreamland, Frasier, Joan of Arcadia y National Lampoon's Adam & Eve.
Klugman ha aparecido en la película de terror y suspenso de 2009 Vacancy 2: The First Cut en el papel de Reece.